# Christophe Lavigne
Pour les articles homonymes, voir Lavigne.
Christophe Lavigne, né le 29 juin 1971 à La Celle-Saint-Cloud, est un rameur d'aviron handisport français.

## Carrière
À 23 ans, Christophe Lavigne est victime d’un accident pendant son service militaire, alors qu’il descend du train, celui-ci redémarre, son sac se coince et il perd alors son équilibre. Christophe a dû être amputé des 2 jambes, à gauche au niveau fémoral et à droite au niveau du tibia.
Christophe Lavigne a commencé à ramer à Boulogne 92 en 2014.Il est médaillé d'argent en deux de couple PR2 Mix2x (tronc et bras mixte) avec Perle Bouge aux Championnats du monde d'aviron 2019 à Linz puis champion d'Europe l'année suivante aux championnats d'Europe de Poznan.
En 2021, l'équipage est médaillé de bronze en deux de couple mixte aux Championnats d'Europe d'aviron 2021 à Varèse ; la paire est qualifiée pour les jeux paralympiques de Tokyo.